# Funaria wijkii
Funaria wijkii là một loài Rêu trong họ Funariaceae. Loài này được R.S. Chopra mô tả khoa học đầu tiên năm 1975.